# Robert P. Murphy
Robert P. Murphy, Bob Murphy (ur. 23 maja 1976) – amerykański ekonomista i publicysta związany ze szkoła austriacką.

## Publikacje

### Książki
- Chaos Theory (2002)
- The Politically Incorrect Guide to Capitalism (2007), pol. Niepoprawny politycznie przewodnik po kapitalizmie, Wrocław 2015.
- The Politically Incorrect Guide to the Great Depression and the New Deal
- Lessons for the Young Economist

### Artykuły
- Mises i Rothbard o suwerenności konsument
- Znaczenie teorii kapitału